# Bharatpur (Nepal)
Bharatpur è una città e municipalità del Nepal, capoluogo del Distretto di Chitwan. Classificata come città metropolitana è la terza città più popolosa del paese dopo la capitale Katmandu e Pokhara. 
La città, fino al 2008 era sede del ritiro estivo della famiglia reale

## Geografia
La città si trova nella parte meridionale e pianeggiante del paese e si sviluppa sulla riva orientale del fiume Narayani.

## Monumenti e luoghi d'interesse
Il parco nazionale di Chitwan si trova a breve distanza dalla città. 

## Trasporti
Bharatpur ha due aeroporti, uno è il Bharatpur Airport che la collega alla capitale e l'altro è il più antico e più piccolo Meghauli Airport.